# Индустријска зона (Империја)
Индустријска зона је насеље у Италији у округу Империја, региону Лигурија.
Према процени из 2011. у насељу је живело 65 становника. Насеље се налази на надморској висини од 55 м.